# Rød sporebaldrian
Rød sporebaldrian (Centranthus ruber) er en flerårig, urteagtig plante med en busket, opstigende vækst. 

## Beskrivelse
De nederste dele af stænglerne bliver delvist træagtige. Resten er urtagtige med et tyndt, blåligt vokslag og helt uden hår. Bladene er modsat stillede, smalt ægformede og med lang spids, men uden stilk. De er som regel helrandede med en overside, der er lyst blågrøn på grund af et vokslag, og en underside, der er en smule lysere. 
Blomstringen foregår i maj-oktober, hvor man finder blomsterne samlet i halvskærme fra de øverste bladhjørner og skudspidsen. De enkelte blomster er 5-tallige og let uregelmæssige med sammenvoksede kronrør og mørkrosa kronblade. Frugterne har hver ét frø med en lang frøhale.
Rodnettet består af en lodret og kraftig pælerod med et stort antal siderødder.
Højde x bredde og årlig tilvækst: 0,80 x 0,50 m (80 x 50 cm/år). 

## Hjemsted
Rød sporebaldrian er naturligt udbredt i Nordafrika, Mellemøsten og Sydeuropa, men desuden er den naturaliseret mange andre steder i og uden for Europa. Den er knyttet til lysåbne voksesteder med en gruset og veldrænet jordbund og et højt kalkindhold. Derfor findes den ofte i stenbrud, klippesprækker og langs veje. 
På Kap Palinuro i Cilento e Vallo di Diano nationalparken i Campanien, Italien, består bevoksningen af maki, og her findes arten sammen med bl.a. Moræa (i Lilje-familien), myrte, appennineranemone, Campanula fragilis (en art af klokke), hvid morbær, jomfruskørt, kyskhedstræ, kæmpeferula, Primula palinuri (en endemisk art af kodriver), rosmarin, skarpbladet asparges og smalbladet soløjetræ
| Portal | Portal:Botanik |

## Note
1. ↑  Cilento-travel.com: Calendar of flowers Arkiveret 16. marts 2011 hos  Wayback Machine (engelsk)